# Central Belters
Central Belters – czwarty album kompilacyjny szkockiego zespołu Mogwai, wydany 23 października 2015 roku jako zestaw 3 CD i 6 LP.
Stanowi przegląd 20 lat jego kariery artystycznej.

## Album

### Historia i muzyka
W związku ze zbliżającą się 20. rocznicą swego istnienia Mogwai wydał album kompilacyjny Central Belters, będący obszernym, retrospektywnym przeglądem jego kariery. Tytuł wydawnictwa nawiązuje do regionu Central Belt w Szkocji, który zespół nazywał swoim domem. Wśród 34 utworów znalazł się „Mogwai Fear Satan” z debiutanckiego albumu Young Team. Dobór utworów i ich kolejność na dwóch pierwszych CD, poczynając od debiutanckiego singla „Summer” z 1996 roku poprzez „New Paths to Helicon, Pt. 1”, „Christmas Steps” i „Hunted by a Freak” do „Teenage Exorcists” z 2014 roku obrazuje ewolucję zespołu od zapatrzonych w Slint post-rockowców w kierunku muzyki bardziej złożonej i eklektycznej. Trzeci CD zestawu zawiera strony B singli, ciekawostki z pracy nad ścieżkami dźwiękowymi zespołu i inne luźne utwory, w tym „D to E”, jedyny, niewydany wcześniej. Kolekcję zamyka „My Father My King", tradycyjna żydowska pieśń ludowa, przekształcona przez zespół w 20-minutowy epos.

### Lista utworów
| 1. | Summer                      |  |
|    |                             |  |
| 2. | New Paths To Helicon Part 1 |  |
|    |                             |  |
| 3. | Cody                        |  |
|    |                             |  |

| 1. | Christmas Steps               |  |
|    |                               |  |
| 2. | I Know You Are But What Am I? |  |
|    |                               |  |
| 3. | Hunted By A Freak             |  |
|    |                               |  |

| 1. | Stanley Kubrick        |  |
|    |                        |  |
| 2. | Take Me Somewhere Nice |  |
|    |                        |  |
| 3. | 2 Rights Make 1 Wrong  |  |
|    |                        |  |

| 1. | Mogwai Fear Satan |  |
|    |                   |  |

| 1. | Auto Rock           |  |
|    |                     |  |
| 2. | Travel Is Dangerous |  |
|    |                     |  |
| 3. | Friend Of The Night |  |
|    |                     |  |
| 4. | We're No Here       |  |
|    |                     |  |

| 1. | I'm Jim Morrison, I'm Dead |  |
|    |                            |  |
| 2. | The Sun Smells Too Loud    |  |
|    |                            |  |
| 3. | Batcat                     |  |
|    |                            |  |

| 1. | Mexican Grand Prix   |  |
|    |                      |  |
| 2. | Rano Pano            |  |
|    |                      |  |
| 3. | How To Be A Werewolf |  |
|    |                      |  |

| 1. | Wizard Motor               |  |
|    |                            |  |
| 2. | Remurdered                 |  |
|    |                            |  |
| H. | The Lord Is Out Of Control |  |
|    |                            |  |
| 4. | Teenage Exorcists          |  |
|    |                            |  |

| 1. | Hugh Dallas |  |
|    |             |  |
| 2. | Half Time   |  |
|    |             |  |

| 1. | Burn Girl Prom Queen |  |
|    |                      |  |
| 2. | Devil Rides          |  |
|    |                      |  |
| 3. | Hasenheide           |  |
|    |                      |  |

| 1. | Tell Everybody That I Love Them |  |
|    |                                 |  |
| 2. | Earth Division                  |  |
|    |                                 |  |
| 3. | Hungry Face                     |  |
|    |                                 |  |
| 4. | D To E                          |  |
|    |                                 |  |

| 1. | My Father My King |  |
|    |                   |  |

| 1.  | Summer                        | 4:28    |
|     |                               |         |
| 2.  | New Paths To Helicon Part 1   | 5:58    |
|     |                               |         |
| 3.  | CODY                          | 6:35    |
|     |                               |         |
| 4.  | Christmas Steps               | 10:39   |
|     |                               |         |
| 5.  | I Know You Are But What Am I? | 5:19    |
|     |                               |         |
| 6.  | Hunted By A Freak             | 4:17    |
|     |                               |         |
| 7.  | Stanley Kubrick               | 4:16    |
|     |                               |         |
| 8.  | Take Me Somewhere Nice        | 6:59    |
|     |                               |         |
| 9.  | 2 Rights Make 1 Wrong         | 9:33    |
|     |                               |         |
| 10. | Mogwai Fear Satan             | 16:22   |
|     |                               |         |
|     |                               | 1:14:26 |
|     |                               |         |

| 1.  | Auto Rock                  | 4:20    |
|     |                            |         |
| 2.  | Travel Is Dangerous        | 4:02    |
|     |                            |         |
| 3.  | Friend Of The Night        | 5:30    |
|     |                            |         |
| 4.  | We're No Here              | 5:38    |
|     |                            |         |
| 5.  | I'm Jim Morrison, I'm Dead | 6:45    |
|     |                            |         |
| 6.  | The Sun Smells Too Loud    | 7:00    |
|     |                            |         |
| 7.  | Batcat                     | 5:24    |
|     |                            |         |
| 8.  | Mexican Grand Prix         | 5:19    |
|     |                            |         |
| 9.  | Rano Pano                  | 5:15    |
|     |                            |         |
| 10. | How To Be A Werewolf       | 6:22    |
|     |                            |         |
| 11. | Wizard Motor               | 4:41    |
|     |                            |         |
| 12. | Remurdered                 | 6:27    |
|     |                            |         |
| 13. | The Lord Is Out Of Control | 4:23    |
|     |                            |         |
| 14. | Teenage Exorcists          | 3:33    |
|     |                            |         |
|     |                            | 1:14:39 |
|     |                            |         |

| 1.  | Hugh Dallas                     | 8:34    |
|     |                                 |         |
| 2.  | Half Time                       | 6:51    |
|     |                                 |         |
| 3.  | Burn Girl Prom Queen            | 8:32    |
|     |                                 |         |
| 4.  | Devil Rides                     | 4:01    |
|     |                                 |         |
| 5.  | Hasenheide                      | 3:29    |
|     |                                 |         |
| 6.  | Tell Everybody That I Love Them | 4:41    |
|     |                                 |         |
| 7.  | Earth Division                  | 6:02    |
|     |                                 |         |
| 8.  | Hungry Face                     | 2:24    |
|     |                                 |         |
| 9.  | D To E                          | 6:02    |
|     |                                 |         |
| 10. | My Father My King               | 20:15   |
|     |                                 |         |
|     |                                 | 1:10:51 |
|     |                                 |         |

## Odbiór

### Opinie krytyków
| Oceny łączne         | Oceny łączne |
| Publikacja           | Ocena        |
| -------------------- | ------------ |
| Album of the Year    | 83/100       |
| Metacritic           | 85/100       |
| Recenzje             |              |
| Publikacja           | Ocena        |
| AllMusic             | [ 2 ]        |
| Drowned in Sound     | 8/10         |
| God Is in the TV     | 5/5          |
| The Line of Best Fit | 7.5/10       |
| Louder Than War      | 10/10        |
| Pitchfork            | 8.0/10       |
| PopMatters           | 8/10         |
| Record Collector     | [ 12 ]       |

Album zyskał następujące średnie oceny w serwisach agregujących recenzje krytyczne: 83/100 na podstawie 9 recenzji zgromadzonych w Album of the Year oraz 85/100 na podstawie 11 recenzji w Metacritic.
Według Simon Tuckera z magazynu Louder Than War Central Belters „to idealne miejsce na początek dla tych, którzy dopiero poznają Mogwai i obowiązkowa pozycja dla fanów zespołu, ponieważ naprawdę dostajemy pełny obraz tego, co zespół osiągnął przez te dwadzieścia lat. Od wysublimowanego majestatu 'Mogwai Fear Satan', do wściekłego i gardłowego 'Batcat', dostajemy prawdziwe poczucie spójności i nieograniczonego potencjału, jaki posiada zespół”. „Tak kompletna kompilacja, jak tylko można sobie tego życzyć (zawierająca rarytasy i single) Central Belters jest doskonałym świadectwem jednego z najbardziej prowokujących do myślenia, odważnych, dowcipnych, politycznych i nieustraszonych zespołów, jakie kiedykolwiek powstały w Wielkiej Brytanii. Pozycja obowiązkowa dla fanów niezależnego ducha i wysokiej jakości muzyki. Trzydzieści cztery utwory pełne perfekcji” – ocenia recenzent dając wydawnictwu maksymalną notę – 10/10.
W ocenie Iana Patersona z magazynu The Line of Best Fit „W ciągu 34 utworów i prawie czterech godzin, Stuart Braithwaite i spółka mogą sobie wybaczyć, że trochę sobie pobłażają, ponieważ Central Belters jawi się trochę jak ich własne święto. Być może powinniśmy spojrzeć na tę płytę jak na dokument stworzony przez nich samych, zrobiony w ich własnym stylu – zapis tego, jak zespół postrzega siebie i ostatnie dwadzieścia lat. W miarę słuchania, można usłyszeć, że jest to płyta, która dokładnie odzwierciedla karierę zespołu - trajektoria wznosząca, hałaśliwa celebracja i następujące po niej plateau. (…) Nie jest to płyta stworzona po to, by zaimponować dziennikarzom muzycznym, ani by wywołać entuzjastyczne recenzje. Wygląda na to, że Mogwai stworzyli ten album dla samych siebie” – podsumowuje recenzent. 
„To dobrze, że Mogwai podpisali kontrakt z własną wytwórnią Rock Action, bo trudno sobie wyobrazić, by ktokolwiek inny był na tyle szalony, by zgodzić się na wydanie Central Belters” – zauważa Andrzej Lukowski z Drowned in Sound. „Zestaw 3CD/6LP to, ogólnie mówiąc, album typu 'best of'. Jest niesamowicie długi, nie zawiera żadnych przebojowych singli (…) i pomimo dziwnych rarytasów zebranych z częstych, choć niezbyt znanych EP-ek zespołu, wysoce nieprawdopodobne jest, że jego nominalna, docelowa publiczność nie posiada już większości tej muzyki” – twierdzi autor.
Według Stuarta Bermana z magazynu Pitchfork Central Belters, kompendium wydane z okazji 20-lecia Mogwai to „quasi-chronologiczna, najlepsza kompilacja, na którą składają się dwa pierwsze krążki” natomiast trzeci krążek jego zdaniem „w porównaniu do starannie dobranych, zmyślnych sekwencji z pierwszych dwóch krążków, sprawia wrażenie przypadkowo skleconego”. A Mogwai to „niezawodny zespół – zarówno jeśli chodzi o stabilność składu, jak i tempo produkcji, który bez wątpienia stracił po drodze kilku starych fanów i zdobył kilku nowych, więc oba obozy mogłyby skorzystać z odświeżenia wiedzy o tym, co przegapiły. Racją bytu Central Belters jest prześledzenie drogi pomiędzy starą i nową spuścizną Mogwai, zarówno dla zagubionych fanów, jak i nowych konwertytów” – konkluduje autor.
Zbliżoną opinię wyraża i identyczną ocenę (8/10) daje kompilacji John Garratt z PopMatters: „biorąc pod uwagę ilość utworów, które Mogwai ma porozrzucane po różnych EP-kach i stronach B, a także fakt, że niektóre z tych utworów są dość długie, oraz to, że trzymają się tego już od 20 lat, Central Belters stanowi kawał dobrej roboty pokazując niewtajemniczonym, dlaczego Mogwai jest dla niektórych tak wielką marką. To (…) zespół ambitny. Wachlarz ich dokonań jest szerszy niż się wydaje, a Central Belters za jednym zamachem stawia te sprawę jasno i klarownie” – stwierdza na koniec recenzent.
„Nawet jeśli Central Belters nie zawiera wszystkich utworów Mogwai, to i tak jest to portret wszechstronny, który oddaje niuanse ich brzmienia na przestrzeni lat. ” – uważa Heather Phares z AllMusic.
Zdaniem Jacka Mckeevera z magazynu The Quietus „Mogwai to zespół, któremu zawsze udawało się przekroczyć granicę między miażdżącym ciężarem a teksturowaną inteligencją i osiągnąć osobiste piękno w obu przypadkach, a Central Belters przypomina, że niezależnie od tego, w jakim kierunku dźwiękowym podąży ich następny pełny album, będzie to wzrost i rozwój”.

### Listy tygodniowe
| Kraj            | Lista                      | Pozycja |
| --------------- | -------------------------- | ------- |
| Belgia          | Ultratop (Flandria)        | 57      |
| Belgia          | Ultratop (Walonia)         | 59      |
| Francja         | Les Charts                 | 126     |
| Niemcy          | Offizielle Deutsche Charts | 54      |
| Szkocja         | Scottish Albums Chart      | 13      |
| Wielka Brytania | UK Independent Albums      | 40      |